# خاستاخ
خاستاخ (روسی: Хастах) یک رودخانه در یاقوتستان کشور روسیه است.